# Batalla del Maule
La batalla del Maule es el nombre de un enfrentamiento que se habría producido entre las fuerzas mapuches, principalmente picunches, y las del Imperio incaico durante su expansión hacia el sur. Se cree que la batalla ocurrió a fines del siglo XV, probablemente hacia 1485, en el río Maule y sus alrededores, en el actual territorio de Chile, pero no existen antecedentes que permitan asegurar que sucedió o en qué forma tuvo lugar.

## Historia
Tras someter a los atacameños y diaguitas entre aproximadamente 1479 y 1485, el ejército de Túpac Yupanqui, de unos 50 000 hombres, llegó a parte del territorio picunche, grupo norte de la etnia mapuche. Al llegar al río Maule, se les ordenó a unos 20 000 soldados incas cruzarlo, probablemente por consejo del curaca Vitacura, y al mando del apusquipay, «general inca», llamado Sinchiruca o Sinchirunca.
Enterados de la venida de los incas, los picunches se aliaron con los subgrupos Antalli, Cauqui y Pincu, formando un ejército de 20 000 hombres. Durante dos días, los incas enviaron parlamentarios para que reconocieran a Túpac Yupanqui como su soberano e hijo del dios Sol.
Los picunches decidieron no aceptar los ofrecimientos de los incas y dar batalla. Al tercer día se inició la lucha que se prolongó por tres días. Durante el enfrentamiento, hubo muchos muertos en ambos bandos
.
Los Comentarios de Garcilaso, el español Alonso de Ercilla en el poema épico La Araucana y los cronistas Vicente Carvallo y Goyeneche, así como Jerónimo de Vivar, relatan aquella expedición incaica hasta el Maule y su encuentro con los promaucaes.

Duró la batalla todo el día sin reconocerse ventaja, en que hubo muchos muertos y heridos...El cuarto día...no salieron de sus alojamientos...los Purumaucas...se volvieron a sus tierras, cantando victoria...los Incas...resolvieron en volverse a lo que tenían ganado y señalar el río Maulli por término de su Imperio y no pasar adelante en su conquista hasta tener nueva orden de su Rey Inca Yupanqui...El Inca les envió a mandar que no conquistasen más nuevas tierras, sino que atendiesen con mucho cuidado en cultivar y beneficiar las que habían ganado
Comentarios Reales. Segunda parte. Libro VII. Capítulos 18, 19 y 20 de Inca Garcilaso de la Vega.

El potente rey inca aventajado, en todas las antárticas regiones, fue un señor en extremo aficionado, a ver y conquistar nuevas naciones...*Los promaucaes de Maule, que supieron, el vano intento de los incas vanos, al y paso y duro encuentro les salieron, no menos en buen orden que lozanos; y las cosas de suerte sucedieron, que llegando estas gentes a las manos, murieron infinitos orejones, perdiendo el campo y todos los pendones. *... Los incas, que la fuerza conocían, que en la provincia indómita se encierra, y cuán poco a los brazos ganarían, llevada al cabo la empezada guerra; visto el errado intento que traían, desamparando la ganada tierra, volvieron a los pueblos que dejaron, donde por algún tiempo reposaron.
Canto I, La Araucana de Alonso de Ercilla (1569).

Diversas fuentes divagan sobre el resultado de esta batalla. Los historiadores concuerdan en que el límite establecido fue el río Maule. Mientras algunos opinan que fue la resistencia mapuche la que detuvo la conquista inca en el Maule, otros consideran que fue la falta de una estructura organizativa bien reconocida y asentada con quienes ejercer el dominio indirecto a través de mitimaes, lo que habría desalentado la expansión inca a territorios más al sur.